# Něco, co můžeš udělat prstem
Něco, co můžeš udělat prstem (v anglickém originále Something You Can Do with Your Finger) je osmý díl čtvrté řady amerického komediálního animovaného televizního seriálu Městečko South Park. 

## Děj
Eric touží po slávě a založí si s Kylem, Kennym, Stanem a Wendy hudební skupinu Prstoklad. Randy svému synovi Stanovi vstup do chlapecké skupiny rozmlouvá, protože když mu bylo 18 let, udělal to samé a doteď toho lituje, protože se mu za to lidé smějí. Stan ho ale stále považuje za nejlepšího tátu a Randy mu dovolí si zazpívat se skupinou v obchodním centru. Když má skupina vystoupit, Kennyho těsně předtím rozdrtí výtah, takže ho Randy nahradí. Koncert se jim víceméně povede, ale všichni si uvědomí, že nechtějí být slavní a že chtějí žít normální život, a tak zanechají své hudební kariéry.